# Ойцюсь Юрій Миколайович
Ойцюсь Юрій Миколайович (7 грудня 1974, Рівне, Рівненська область) — громадський активіст, дизайнер, велотурист, фотограф, керівник клубу історичної реконструкції «Оствиця» та громадської організації «Спілка велосипедистів Рівного», засновник та організатор щорічного велосипедного багатоденного Марафону «Поліська Січ», автор ідеї та один з авторів проєкту «Зелена стежка Рівного».

## Життєпис
Народився 7 грудня 1974 року в місті Рівне Рівненської області. Навчався в середній школі № 1 міста Рівне. З 1994 по 1996 рік перебував на службі в армії. З 1999 року і до нині працює дизайнером.

## Громадська діяльність
ГО «Спілка велосипедистів Рівного»
В 2010 році активні рівненські велосипедисти та активісти засновують громадську організацію «Спілка велосипедистів Рівного». Керівником обрано Ойцюся Юрія.
Шпанівська територіальна громада спільно з ГО «Спілка велосипедистів Рівного» розпочали реалізацію проєкту "Екокультурний туристичний маршрут «Поліська Січ». Гасло якого — «Полісся дивовижне». У межах проєкту буде промарковано комплексний екокультурний туристичний маршрут, що включає 6 маршрутів різної складності загальною протяжністю близько 400 км.
Тур вихідного дня

| Спершу виникла ідея створити маршрути простих поїздок, викласти у вільний доступ та організувати поїздки новачкам. На форумі Рівело мені віддали цілий розділ який я наповнював темами з маршрутами. Я сам був новачком і до мене такі ж самі новачки стали приєднуватись[5]. |
Тур вихідного дня — це добірка легких маршрутів для людей які мало катаються на велосипеді, не мають компанії або просто не знають куди поїхати. Це добірка вело-маршрутів по Рівненській області завдяки якій Ви можете їхати як з інструкторами так і самостійно. Офіційний сайт проекту — https://tvd.rv.ua/.
Марафон Поліська Січ
В 2015 році Олександр Сосновчик пропонує Юрі здійснити велопробіг поліссям і саме з цієї пропозиції народжується ідея масштабного велосипедного марафону. Вирішено, що його маршрут складе близько 300 кілометрів та триватиме 3 дні, тобто кожного дня учасникам потрібно буде подолати орієнтовно 100 км. Основна концепція марафону в тому, що поки учасники на велосипедах долають дистанцію, їхні речі організатори перевозять до чергового пункту ночівлі, де створюється польовий табір з усім необхідним. Влітку 2016 відбувся перший марафон, він дуже сподобався учасникам і його стали проводити щороку.
Зелена стежка Рівного
У 2015 році Юрій разом з іншими місцевими активістами презентували «Зелену стежку Рівного» — туристичний велосипедно-пішохідний маршрут для активного відпочинку вздовж річки Устя. Проєкт підтримала міська влада і жителі Рівного, і незабаром він став міською програмою. Маршрут «Зеленої стежки» утворює коло протяжністю 15 км, що об'єднує цікаві історичні локації.
Мета проєкту «Зелена стежка Рівного» — розробка та створення інфраструктури для активного відпочинку вздовж берегової лінії річки Устя та оз. Басівкутське у м. Рівне.
Клуб історичної реконструкції «Оствиця»
Клуб засновано в 2019 році. Громадська організація "Клуб історичної реконструкції «Оствиця» зареєстрована 2 серпня 2019.
Основне завдання клубу — створення парку історичної реконструкції.
Першим проєктом клубу стало будівництво зменшеної копії Гокстадського корабля IX століття. Корабель вікінгів «Гунгнір» було спущено на воду 28 серпня 2019.
Офіційний сайт проєкту — https://ostvytsya.com.ua/.